# Índia nos Jogos Olímpicos de Inverno de 2006
O porta-bandeira indiano para o desfile da Cerimônia de Encerramento dos Jogos Olímpicos de Inverno de Torino2006.AHU
A Índia mandou 4 competidores para os Jogos Olímpicos de Inverno de 2006, em Turim, na Itália. A delegação não conquistou nenhuma medalha.

## Desempenho

### Esqui alpino
| Atletas    | Evento                   | Final      | Final      | Final      | Final   | Final |
| Atletas    | Evento                   | 1ª Corrida | 2ª Corrida | 3ª Corrida | Total   | Pos.  |
| ---------- | ------------------------ | ---------- | ---------- | ---------- | ------- | ----- |
| Neha Ahuja | Slalom gigante feminino  | 1:15.59    | 1:25.72    |            | 2:41.31 | 42    |
| Neha Ahuja | Slalom feminino          | 55.45      | 1:00.71    |            | 1:56.16 | 51    |
| Hira Lal   | Slalom gigante masculino | DNF        | DNF        | DNF        | DNF     | DNF   |

### Esqui cross-country
| Atleta        | Evento                          | Preliminares | Preliminares | Quartas     | Quartas     | Semifinal   | Semifinal   | Final       | Final |
| Atleta        | Evento                          | Total        | Pos.         | Total       | Pos.        | Total       | Pos.        | Total       | Pos.  |
| ------------- | ------------------------------- | ------------ | ------------ | ----------- | ----------- | ----------- | ----------- | ----------- | ----- |
| Bahadur Gupta | Velocidade individual masculino | 2:43.30      | 78           | Não avançou | Não avançou | Não avançou | Não avançou | Não avançou | 78    |

### Luge
| Atleta         | Evento               | Final      | Final      | Final      | Final      | Final    | Final |
| Atleta         | Evento               | 1ª corrida | 2ª corrida | 3ª corrida | 4ª corrida | Total    | Pos.  |
| -------------- | -------------------- | ---------- | ---------- | ---------- | ---------- | -------- | ----- |
| Shiva Keshavan | Individual masculino | 53.729     | 52.972     | 52.696     | 52.540     | 3:31.937 | 25    |

Legenda
| Recorde mundial      | Recorde mundial (World record)               |                       | Recorde africano                      | Recorde africano (African) |                                           | Q | Classificado por posição (Qualified) |
| Recorde olímpico     | Recorde olímpico (Olympic record)            | Recorde da América    | Recorde da América (Americas)         | q                          | Classificado por melhor tempo (Qualified) |   |                                      |
| Melhor marca do ano  | Melhor marca do ano (World leading)          | Recorde asiático      | Recorde asiático (Asian)              | DNS                        | Não largou (Did not start)                |   |                                      |
| Recorde nacional     | Recorde nacional (National record)           | Recorde europeu       | Recorde europeu (European)            | DNF                        | Não terminou (Did not finish)             |   |                                      |
| Recorde pessoal      | Recorde pessoal do atleta (Personal best)    | Recorde da Oceania    | Recorde da Oceania (Oceania)          | DSQ / DQ                   | Desclassificado (Disqualified)            |   |                                      |
| Recorde da temporada | Recorde da temporada do atleta (Season best) | Recorde sul-americano | Recorde sul-americano (South America) | NM                         | Sem marca (No mark)                       |   |                                      |